# Republikansko pyrwenstwo w piłce nożnej (1947)
Republikansko pyrwenstwo w piłce nożnej (1947) było 23. edycją najwyższej piłkarskiej klasy rozgrywkowej w Bułgarii. W rozgrywkach brało udział 16 zespołów. Tytuł obroniła drużyna Lewski Sofia.

## 1. runda
- TWP Warna[1] – Angel Kanczew Trjawna 2 – 0
- Hadżi Slawczew Pawlikeni – Slawia Płowdiw 3 – 2
- Republikaniec Łom – Lokomotiw Sofia 0 – 1
- Liubisław Burgas – Spartak Warna 2 – 2, 0 – 1
- Lewski Sofia – Ilinden Petricz 4 – 0
- Benkowski Widin – Lokomotiw Ruse 2 – 1
- Spartak Sofia – Marek Dupnica 2 – 0
- Lewski Płowdiw – Loko Stara Zagora 2 – 1

## Ćwierćfinały
- Lokomotiw Sofia – TWP Warna 3 – 0
- Spartak Warna – Lewski Sofia 1 – 2
- Hadżi Slawczew Pawlikeni – Spartak Sofia 0 – 1
- Benkowski Widin – Lewski Płowdiw 1 – 2

## Półfinały
- Lokomotiw Sofia – Spartak Sofia 3 – 1, 3 – 0
- Lewski Płowdiw – Lewski Sofia 0 – 4, 1 – 5

## Finał
- Lewski Sofia – Lokomotiw Sofia 1 – 1, 1 – 0

Zespół Lewski Sofia został mistrzem Bułgarii.